# 애스크닷컴

로고

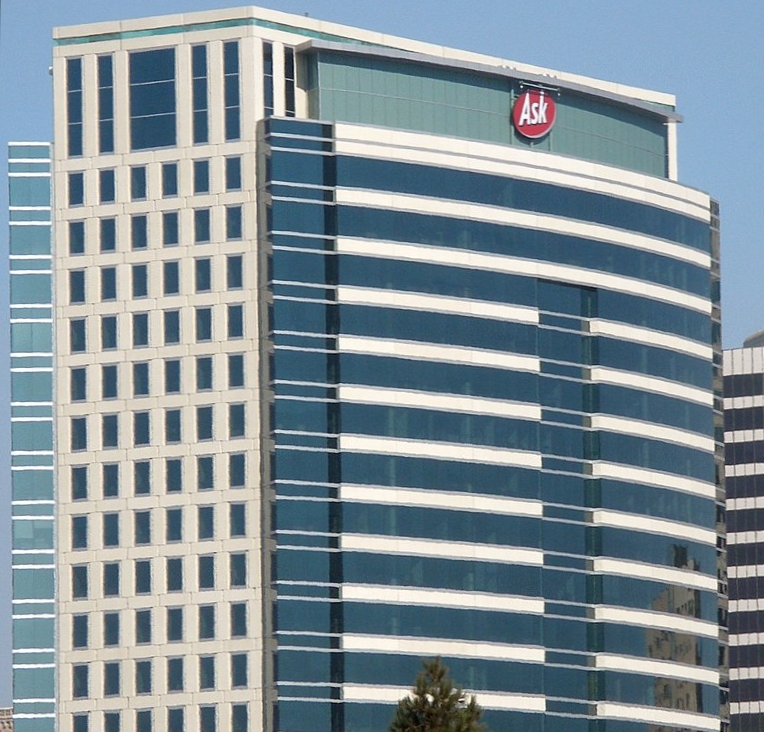
애스크닷컴의 본사가 위치한 오클랜드 전경.

애스크닷컴(Ask.com, 원래 명칭: Ask Jeeves)은 미국의 검색 엔진 사이트로 1996년에 설립하였다. 그리고 검색 엔진의 규모로는 구글과 야후!, Bing, 바이두, 알타비스타에 이어 세계 6위 규모에 해당된다.